# Irina Chakamada
Irina Moetsoeovna Chakamada (Russisch: Ирина Муцуовна Хакамада) (13 april 1955) is een Russisch democratisch politicus, die sinds de voortschrijdende ontwikkeling van Rusland in de richting van het totalitarisme zich heeft teruggetrokken uit het openbare politieke leven van het land. In 2004 was zij de enige politicus uit het democratische kamp in Rusland, die het aandurfde om zich bij de presidentsverkiezingen als tegenkandidaat van Vladimir Poetin te stellen. Zij behaalde volgens de officiële uitslag 3,8% van de stemmen.
Haar vader was een Japans communist, die zich in de Sovjet-Unie had gevestigd.